# Royaume-Uni au Concours Eurovision de la chanson 1965
Le Royaume-Uni a participé pour la huitième fois au Concours Eurovision de la chanson, en 1965 à Naples, en Italie. La chanson I Belong chantée par Kathy Kirby a été sélectionnée lors d'une finale nationale, dans l’émission A Song for Europe organisée par la BBC.

## A Song for Europe 1965
La finale a eu lieu le 29 janvier 1965 et présenté par David Jacobs.

### Finale
- Diffusé sur BBC Television le 29 janvier 1965

| Artiste                                          | Chanson             | Place | Points  |
| ------------------------------------------------ | ------------------- | ----- | ------- |
| Kathy Kirby                                      | I Won't Let You Go  | 5     |         |
| Kathy Kirby                                      | My Only Love        | 3     | 61,993  |
| Kathy Kirby                                      | I'll Try Not to Cry | 2     | 96,252  |
| Kathy Kirby                                      | Sometimes           | 6     |         |
| Kathy Kirby                                      | I Belong            | 1     | 110,945 |
| Kathy Kirby                                      | One Day             | 4     |         |
| Le tableau suit l'ordre de passage des chansons. |                     |       |         |

I Belong a remporté la finale nationale et a terminé deuxième du concours.

## À l'Eurovision
Le Royaume-Uni était le 2e pays lors de la soirée du concours, après les Pays-Bas et avant l'Allemagne. À l'issue du vote, le Royaume-Uni a reçu 26 points, se classant 2e sur 18 pays. Il faudrait attendre jusqu'en 1978 pour que le Royaume-Uni ne termine pas dans la première moitié du tableau.

### Points attribués au Royaume-Uni
| 10 points                     | 9 points | 8 points | 7 points | 6 points           |
| ----------------------------- | -------- | -------- | -------- | ------------------ |
|                               |          |          |          | - Belgique         |
| 5 points                      | 4 points | 3 points | 2 points | 1 point            |
| - Espagne - Danemark - Suisse |          | - Suède  |          | - Norvège - Italie |

### Points attribués par le Royaume-Uni
| 5 points | Monaco   |
| 3 points | Autriche |
| 1 point  | Italie   |